# Четыре уровня святости
Четыре уровня святости в буддизме тхеравады — четыре степени достижения полного просветления, состояния араханта, которое буддист может достичь в течение жизни.  Эти четыре уровня (четыре типа буддийской личности) называются сотапанна, сакадагами, анагами и арахант.

## Перед четырьмя стадиями
Обычный человек, или патхаджана (санскр. pṛthagjana, пали puthujjana) погружён в бесконечный круговорот сансары и не способен освободиться.  Совершая добрые или злые поступки в соответствии со своими желаниями, он перерождается в более высоких или более низких мирах и местопребываниях. Пока он не контролирует своё сознание, его цели спонтанны, что приводит к большим страданиям.

## Благородные люди
Те, кто вступил на благородный Восьмеричный Путь, становится «благородным» (санскр. āryapudgala, пали ariyapuggala, букв. «благородной личностью»), который уже гарантированно станет архатом, но не обязательно в этом перерождении. Эта цель будет достигнута в зависимости от достижений.

### Вошедшие в поток
Первый уровень называется сотапанна (санскр. srotaāpanna, пали sotāpanna), буквально означает  «тот кто вошёл в поток» (входить: āpadyate, поток: srotas), согласно традиционной метафоре, сравнивающей достижение просветления с переходом бурной реки. Тот, кто входит в поток, открывает свои глаза дхарме  (санскр. dharmacakṣus, пали dhammacakkhu).
Вошедшим в поток гарантируется Просветление не больше чем через семь перерождений.  При этом они уже не будут перерождаться в несчастных мирах адских существ, претов или животных .
Войти в поток можно став праведным человеком, узнав о Дхарме, добившись правильного состояния ума и живя в соответствии с дхармой.
Тот, кто вошёл в поток, получает подкрепление своему интеллекту от учения Будды (санскр. samyagdṛṣṭi или пали sammādiṭṭhi, «правильное воззрение»), он следует буддийской морали (шила) и почитает Три драгоценности (Будда, Дхарма и Сангха).

### Однажды-возвращающиеся
Сакадагами (санскр. sakṛdāgāmin, пали sakadāgāmī) или экавичика (тиб. барчечикпа, букв. «только с одним препятствием»)  это те, кто ещё один раз вернутся. Такие будут ещё ровно один раз рождены в мире людей, и там станут архатами.

### Невозвращающиеся
Третьей стадией являются анагами (санскр. anāgāmin, пали anāgāmī), то есть те, кто уже не придёт. Невозвращающиеся уже не вернутся в мир людей или любой мир ниже его после смерти. Они будут рождены в Сфере форм в мирах Шудхаваса (то есть в чистых обителях), где они достигнут нирваны. Некоторые из них могут переродиться в более высоких мирах Шудхавасы, но они уже не переродятся в низших мирах.
Анагами уже сбросили пять препятствий, которые связывают его сознание с сансарой. Они уже частично просветлённые, и им остаётся достичь совершенства и прийти к полному просветлению.

### Архаты
Четвёртая стадия — архат, полностью просветлённые, кто полностью освободился от оков и кто после своего ухода (санскр. parinirvāṇa, пали parinibbāna) не будет рождён ни в одном миру сансары.